# كريستين لورانس فيني
كريستين لورانس فيني (بالإنجليزية: Christine Lawrence Finney)‏ هي رسامة أمريكية، ولدت في 1 أبريل 1968 في باينسفيل في الولايات المتحدة، وتوفيت في 5 يناير 2016 في سبارتانبرغ في الولايات المتحدة.

## وصلات خارجية
- الموقع الرسمي
- كريستين لورانس فيني على موقع IMDb (الإنجليزية)